# NOT for SALE
「NOT for SALE」（ノット フォー セール）は、2008年4月23日にLantisより発売されたKISHOWとe-ZUKAによるロックユニットGRANRODEOの7thシングルである。

## 解説
- ニンテンドーDSソフト『DUEL LOVE 恋する乙女は勝利の女神』のOP・ED両方を担当した。「NOT for SALE」がオープニングテーマ、「GAMBiT」がエンディングテーマとなっている。

## 収録曲
（全作詞：谷山紀章／作曲・編曲：飯塚昌明）
1. NOT for SALE
2. GAMBiT
3. NOT for SALE (off vocal)
4. GAMBiT (off vocal)

## 収録アルバム
| 曲名         | アルバムタイトル                | 備考           |
| ------------ | ------------------------------- | -------------- |
| NOT for SALE | Instinct                        | 2ndアルバム    |
| GAMBiT       | GRANRODEO B‐side Collection "W" | ベストアルバム |